# 櫻花瀑布
43°43′54.8″N 144°31′23.1″E / 43.731889°N 144.523083°E

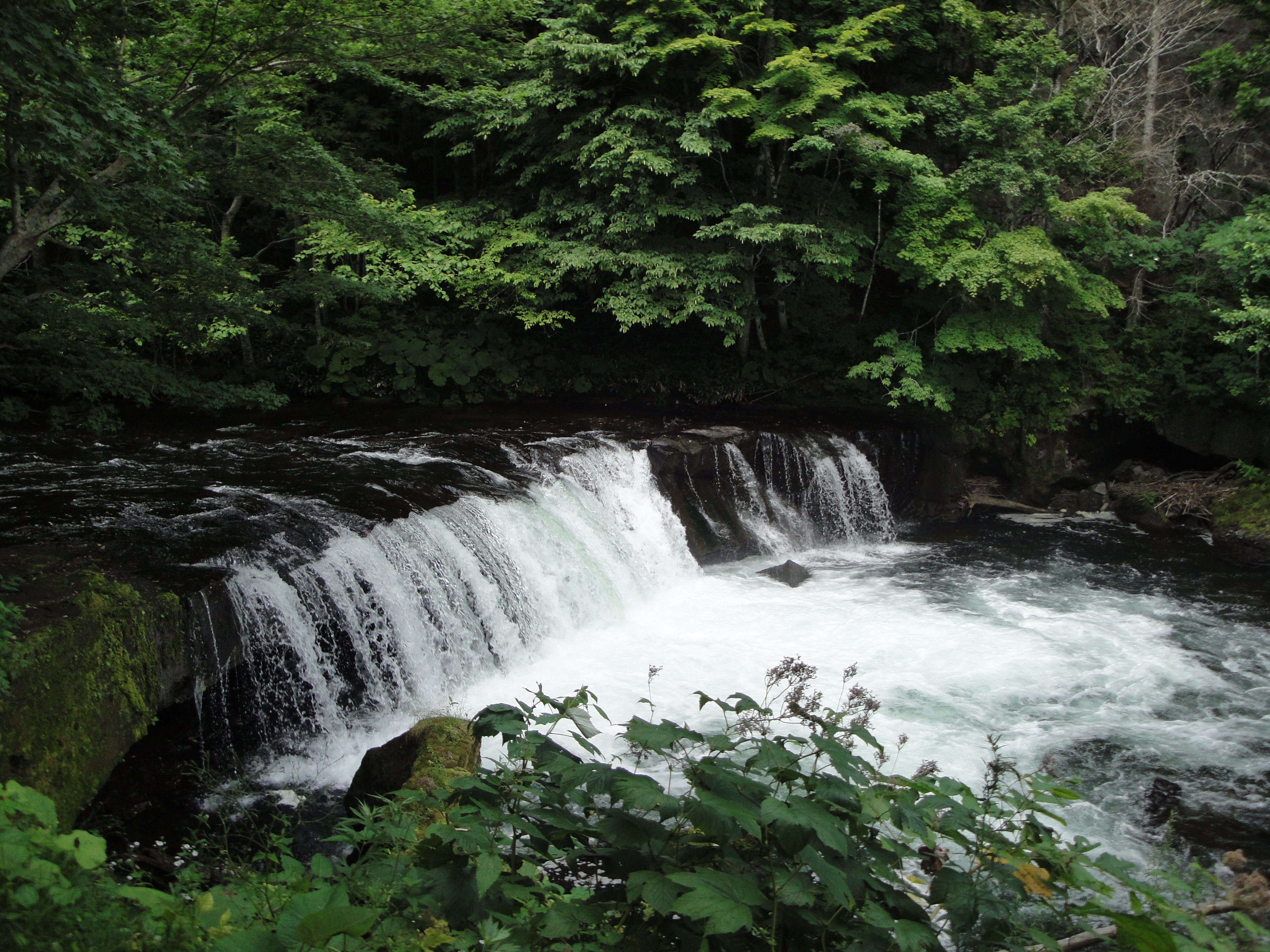
櫻花瀑布

櫻花瀑布是位於日本北海道清里町斜里川上游的一座瀑布，由於斜里川是櫻鱒的棲息河川之一，而櫻花瀑布的高低落差為3.7公尺，在每年六月上旬至八月上旬期間可以見到櫻鱒在此從瀑布下方往上跳躍返回上游的景象。
瀑布為砂岩崩落後所形成，周邊地區在春天有櫻花綻放，每年夏季在此朔溪跳躍瀑布的櫻鱒約在三千隻；此處現在禁止釣魚，且周邊為棕熊出沒區域。
瀑布過去並沒有名稱，直到因為櫻鱒成為觀光景點，在2002年由清里町觀光協會公開徵求命名後，決定使用「櫻花瀑布」的名稱。

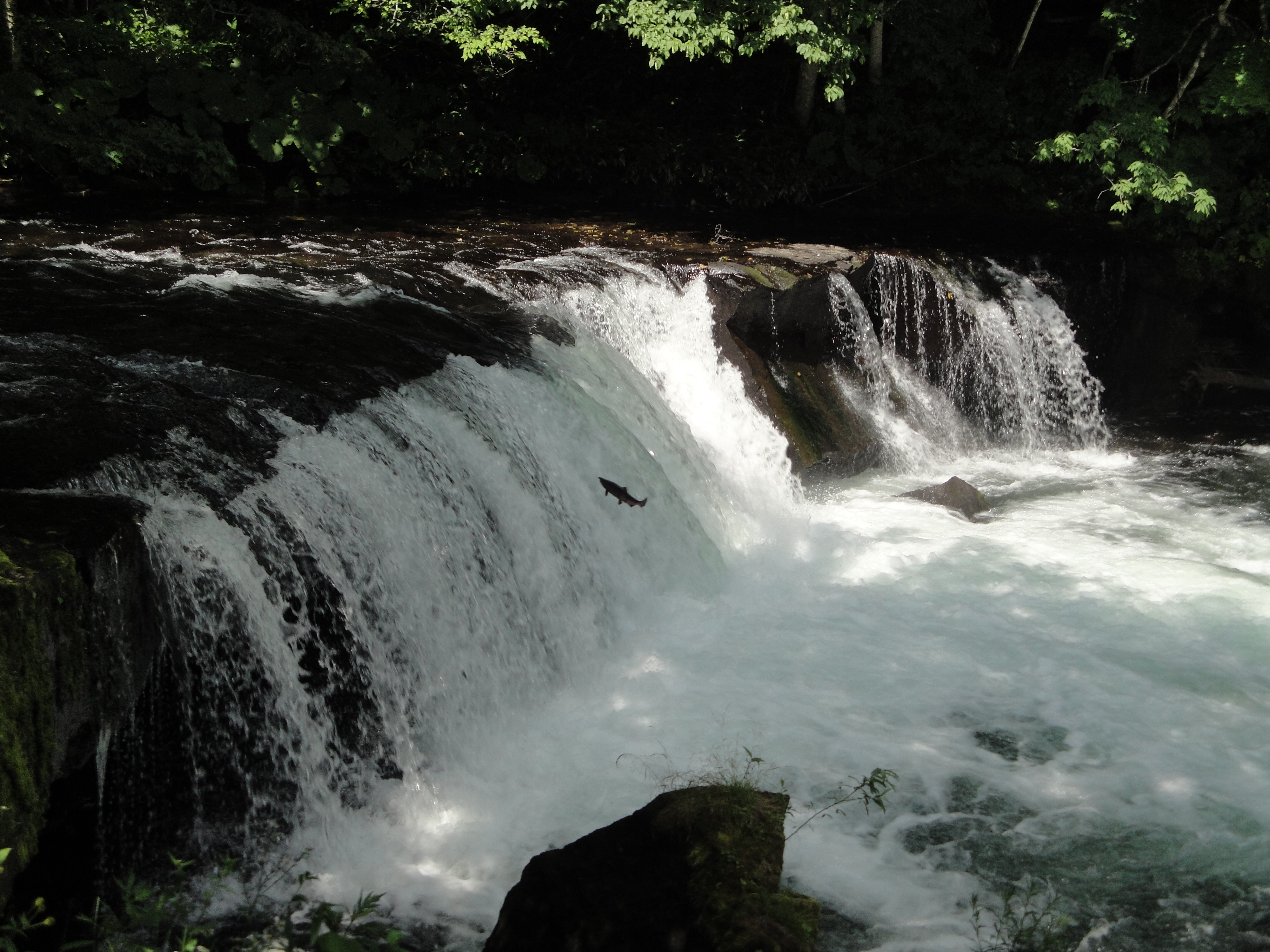
櫻花瀑布及正在嘗試躍上瀑布的櫻鱒
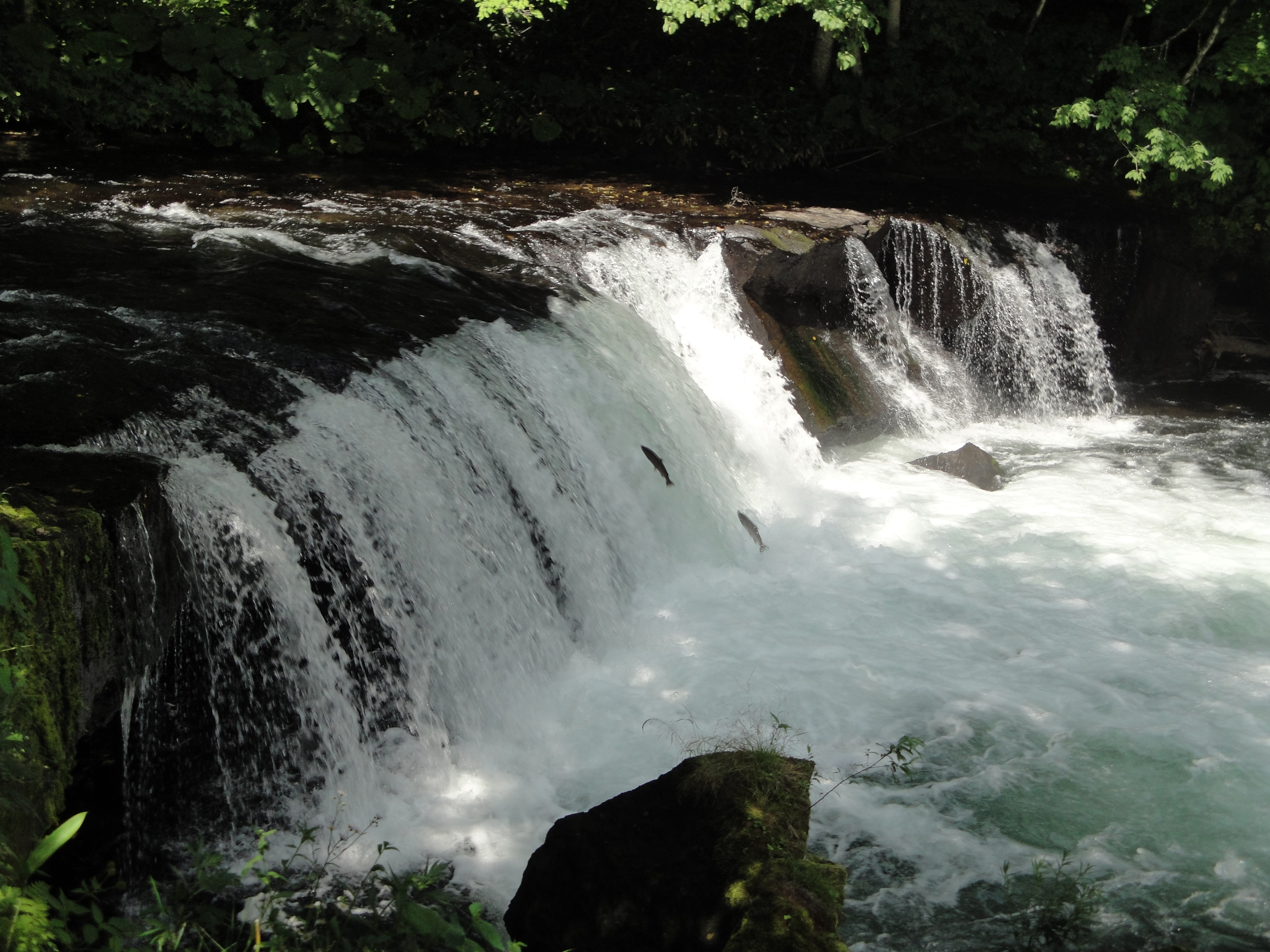
櫻花瀑布及正在嘗試躍上瀑布的櫻鱒
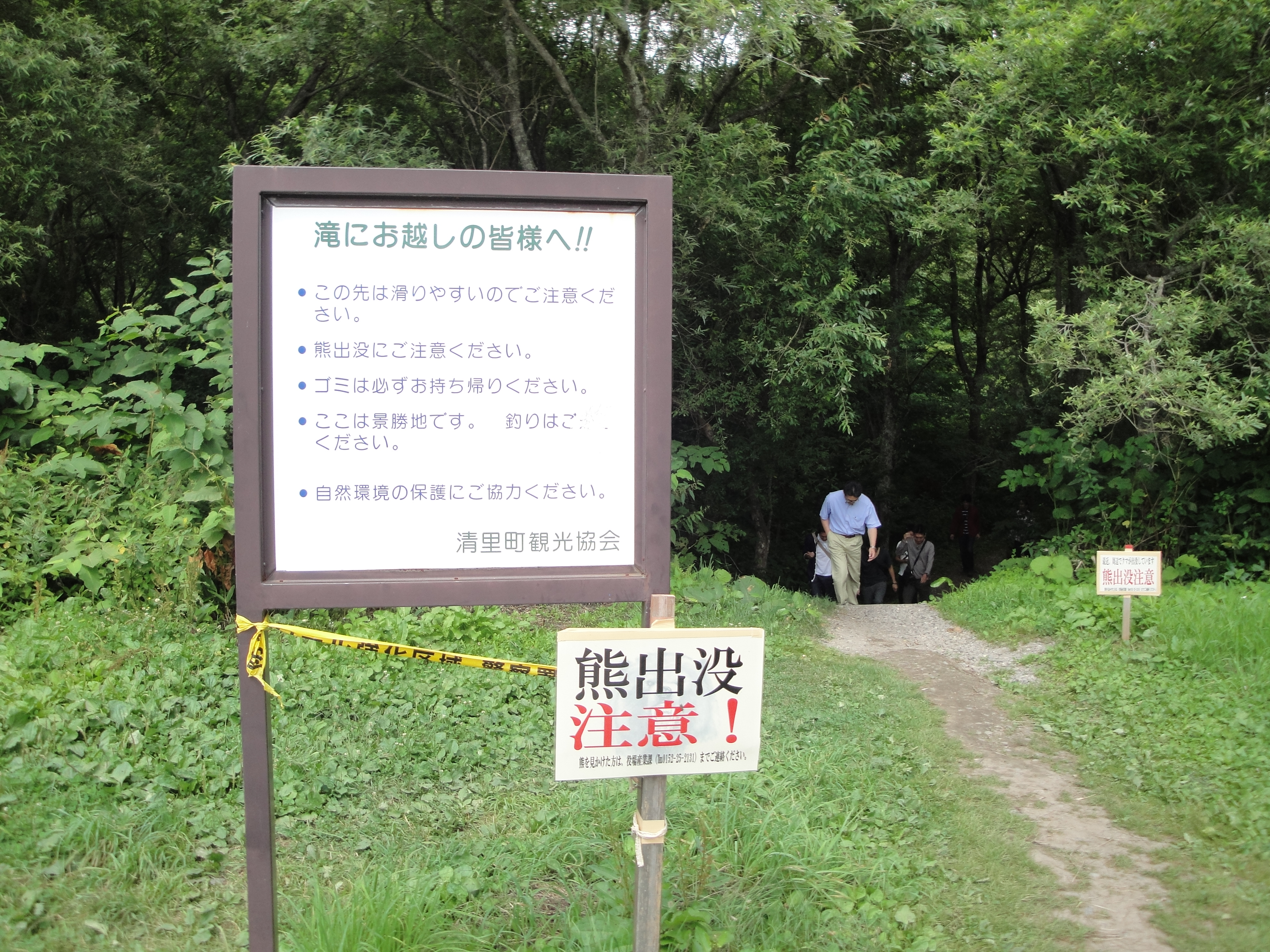
進入櫻花瀑布的步道入口

## 外部連結
- （日語） 櫻花瀑布 （页面存档备份，存于） - 清里觀光協會